# Dr. Chaos
Dr. Chaos (ドクター・カオス 地獄の扉?, Dokutā Kaosu: Jigoku no tobita) è un videogioco a piattaforme del 1987 pubblicato da Pony Canyon per Famicom Disk System.

## Trama
Nei panni di Michael Chaos, l'obiettivo del gioco è salvare il dottor Ginn Chaos.

## Modalità di gioco
Dr. Chaos alterna la visuale in prima e in terza persona. Il gameplay è stato paragonato a quello di The Goonies II.